# Traphera azurea
Traphera azurea är en tvåvingeart som beskrevs av Friedrich Georg Hendel 1914. Traphera azurea ingår i släktet Traphera och familjen bredmunsflugor.
Artens utbredningsområde är Uganda. Inga underarter finns listade i Catalogue of Life.